# Code Name: Geronimo
Code Name: Geronimo är en amerikansk actionthriller från 2012 som regisserades av John Stockwell. Filmen handlar om den amerikanska militärens operation för att lokalisera och döda Usama bin Ladin, ledaren för al-Qaida och hjärnan bakom terrordåden den 11 september 2001. Titeln hänvisar till bin Ladins kodnamn under operationen.

## Handling
Filmen följer en grupp Navy SEAL:s som får i uppdrag att genomföra en riskfylld operation efter att underrättelsekällor har lokaliserat bin Ladin i ett gömställe i Pakistan. Genom intensiv träning, strategisk planering och samordning med CIA förbereder de sig för uppdraget. Berättelsen kulminerar i nattens dramatiska räd mot bin Ladins komplex, där en komplex blandning av risker, beslutsamhet och moralisk konflikt spelar in. Filmen visar både den taktiska precision och de personliga uppoffringar som krävdes för att utföra operationen.